# Appuntamento con il destino (serie televisiva)
Appuntamento con il destino  (Appointment with Destiny) è una serie televisiva statunitense in 7 episodi trasmessi per la prima volta nel corso di  stagioni dal 1971 al 1973.
È una serie televisiva di tipo antologico in cui ogni episodio rappresenta una storia a sé. Gli episodi sono storie del genere storico e vengono presentati da Lorne Greene. Tra le reali vicende storiche affrontate nei sette episodi, la crocifissione di Cristo, gli ultimi giorni di John Dillinger, le vicende di Hernán Cortés e Montezuma, le vicende dell'esploratore Robert Peary e la sfida all'O.K. Corral.

## Guest star
Tra le  guest star: Richard Comar, Richard Ronne, Peter Doederlin, Peter Henderson, Alan Torchin, Walter Wakefield, Peter MacNeill, Alan Mills, Maria Guilbault, Jean Richard.

## Produzione
La serie fu prodotta da David L. Wolper Productions e Wolper Productions  Le musiche furono composte da Elmer Bernstein.

### Registi
Tra i registi della serie sono accreditati:
- Robert Guenette in 4 episodi (1971-1973)
- Nicholas Webster in 2 episodi (1971-1972)

### Sceneggiatori
Tra gli sceneggiatori della serie sono accreditati:
- Theodore Strauss in 4 episodi (1971-1973)
- Robert Guenette in 2 episodi (1971-1972)

## Distribuzione
La serie fu trasmessa negli Stati Uniti dal 12 settembre 1971 al 28 marzo 1973 sulla rete televisiva CBS. In Italia è stata trasmessa con il titolo Appuntamento con il destino.

## Episodi
| Stagione       | Episodi | Prima TV USA |
| -------------- | ------- | ------------ |
| Prima stagione | 7       | 1971-1973    |